# Parc de Belleville

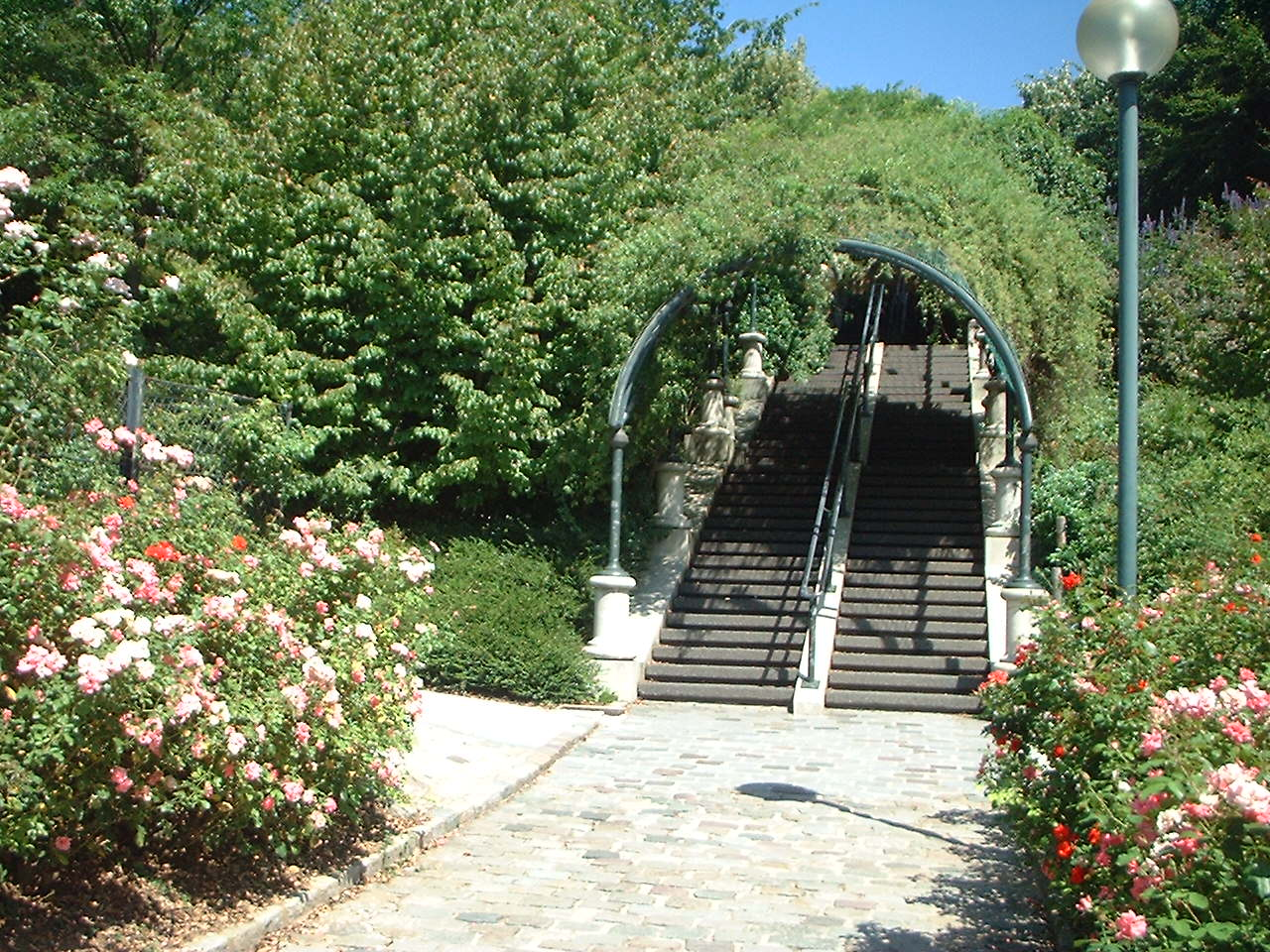
Parc de Belleville, Aufgang zur Terrasse

Der Parc de Belleville ist eine 1988 angelegte Parkanlage auf dem 108 m hohen Hügel von Belleville (franz. butte de Belleville) im 20. Arrondissement von Paris im Stadtteil Belleville.
Der Park ist für seine in 30 m Höhe gelegene Terrasse mit Aussicht auf die wichtigsten Monumente von Paris und den 100 m langen Kaskadenbrunnen bekannt.
Auf dem Gelände des Parc de Belleville steht auch das Maison de l’Air, ein der Luft und insbesondere der Luftverschmutzung gewidmetes didaktisches Museum.

## Geschichte
Hier fand 1814 die Schlacht von Paris zwischen Zar Alexander I. und Napoléon Bonaparte statt.